# 头驼岭福温古道
头驼岭福温古道，位于中国福建省霞浦县牙城镇前楼村，为霞浦县级文物保护单位，类型为古遗址，公布时间为2020年10月。
头驼岭福温古道开辟于汉朝时期，霞浦县志记载头陀岭“北连九岭（即太姥山），崎岖难行”，后有一位王头陀在这里开路，唐朝时期成为福建东部的交通要道之一。到南宋嘉定年间，长溪县知县杨志用石甃将道路修治平整，使得行路更为方便。